# Hidróxido de bario
El hidróxido de bario es un compuesto químico, de fórmula Ba(OH)2. El monohidratado granular es su forma comercial más común. 
Usos
El hidróxido de bario, se usa en la fabricación de cerámicas, veneno para insectos y ratas y sustancias que se añaden a aceites y combustibles; en el tratamiento de agua de calderas; en la producción de lubricantes de bario; como componente de sustancias para sellar, en la manufactura de papeles y refinación de azúcar; en la refinación de aceite animal y vegetal; y para prevenir el deterioro de objetos de piedra caliza.

## Ventajas y desventajas

### Ventajas
Reaplicabilidad, durabilidad, compatibilidad con el sustrato.

### Desventajas
Ligera reducción de porosidad del fresco. No es aplicable en presencia de sales solubles, en particular de nitratos. Su efecto es irreversible. En piedra se ha descartado su uso debido a que por su bajo poder de penetración ha generado muchos problemas de exfoliación y desplacación de la capa tratada. Mal comportamiento con las calizas y el mármol al secado rápido de la solución formándose un polvo de carbonato de bario (Ba CO3) que rellena los poros sin ningún efecto consolidante.
Peligros
Nocivo por inhalación y por ingestión. Irrita los ojos y la piel. Debe de manipularse con atención.
Los compuestos de bario son tóxicos y pueden llegar a causar la muerte de la persona expuesta. El producto es muy destructivo de los tejidos mucosos. Los síntomas pueden incluir la sensación de quemadura, tos, laringitis, dificultad respiratoria, dolor de cabeza, náusea y vómitos.
Efectos de una sobreexposición aguda (por una vez): Al ser inhalado puede llegarse a la muerte por espasmos, inflamación y edema de la laringe y de los bronquios, neumonitis química y edema pulmonar. Un contacto prolongado lleva a hipertensión, problemas circulatorios y, finalmente cianosis y parálisis.
Ingestión: Pueden producirse cólicos, diarrea, náuseas y vómitos.
Efectos de una sobreexposición crónica (largo plazo): No hay datos confiables acerca de una sobreexposición crónica al producto.
Riesgos para el medio ambiente: No se dispone de datos confiables.
Riesgos especiales del producto: Todos los compuestos de bario están considerados tóxicos.
En caso de contacto:
Inhalación: Lleve a la víctima al aire libre y ayude a la respiración, si es necesario consulte urgente a un médico.
Contacto con la piel: Lave con abundante agua corriente al menos por 15 minutos. Consulte un médico.
Ingestión: Haga un lavado de estómago. Consulte urgente un médico.
Manipulación y almacenamiento
Recomendaciones técnicas: En los lugares de manipulación del producto debe existir buena ventilación, ya sea natural o forzada. Use la protección recomendada: cuerpo, manos, ojos y vías respiratorias.
Precauciones a tomar : Mantenga los envases bien cerrados.
Recomendaciones sobre manipulación segura, específicas: Use sólo la cantidad necesaria para el proceso. Evite el contacto personal con el producto.
Condiciones de almacenamiento: Mantenga los envases en buena condición. Almacene en lugar seco y ventilado, lejos de ácidos y de productos alimenticios.
Embalajes recomendados y no adecuados por el proveedor: El producto es alcalino, de modo que los envases plásticos son adecuados, siempre que sean herméticos y no dejen pasar humedad.
Protección respiratoria : Es obligatorio el uso de trompa respiratoria con filtros combinados para gases y polvos.
Guantes de protección : Use guantes de protección química, de puño largo.
Protección de la vista: Use lentes de protección química.
Otros equipos de protección: Proteja el cuerpo con ropa ajustada, que no deje pasar el polvo. Si no cuenta con este tipo de ropa, use ropa impermeable, la que protege lo necesario.
Ventilación: La ventilación en los lugares de manipulación del producto debe ser buena.

## Preparación
El hidróxido de bario se puede preparar haciendo reaccionar el Cloruro de Bario con Hidróxido de Sodio.
BaCl2 + 2NaOH → Ba(OH)2 + 2NaCl
Cristaliza como octahidratado, que se transforma en monohidratado al contactar con el aire. A -40 °C en el vacío, el monohidratado da BaO.

## Seguridad
El hidróxido de bario presenta los mismos riesgos que otras bases fuertes y que otros compuestos hidrosolubles: es corrosivo y tóxico.